# زراعة موسعة

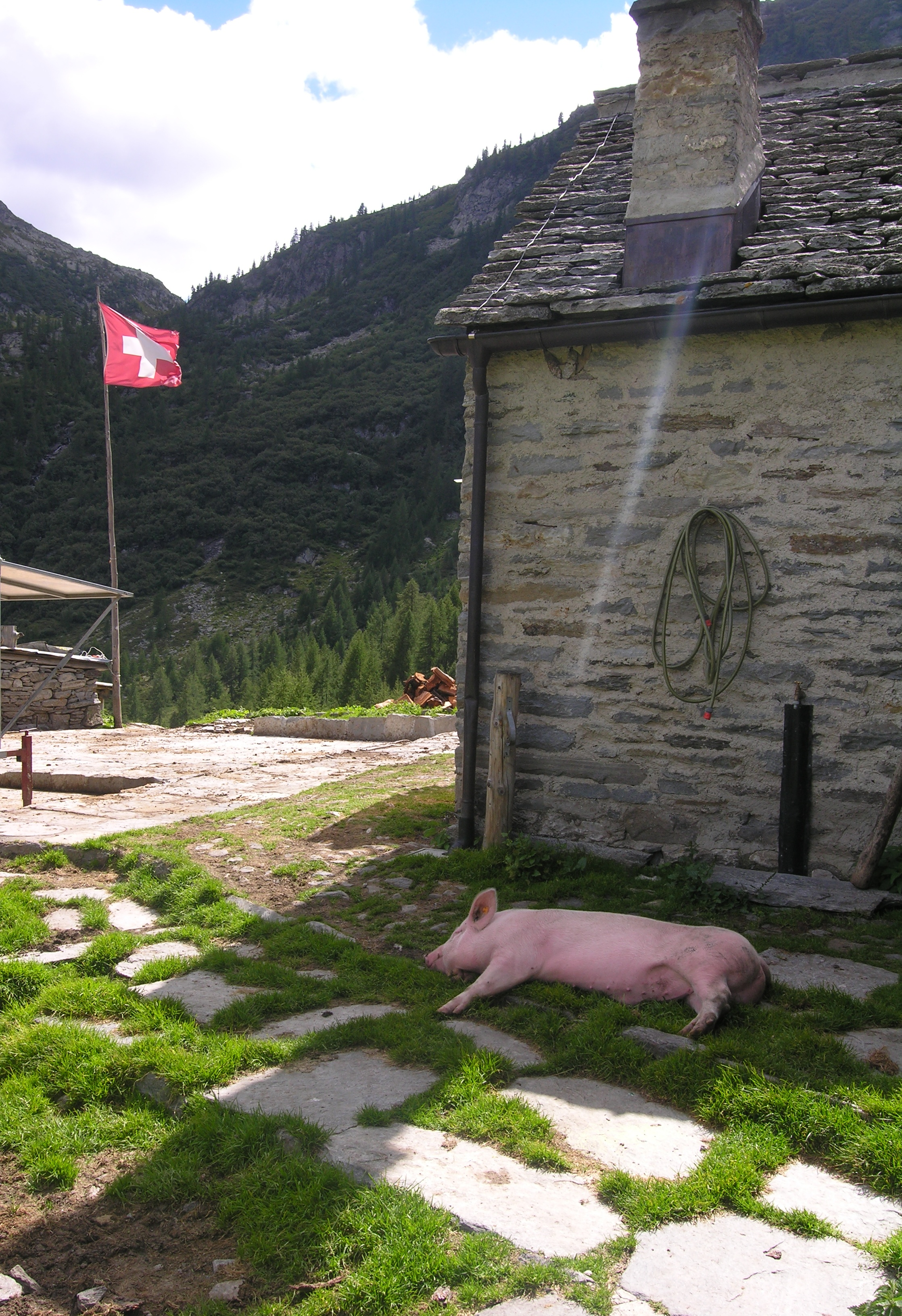
مزرعة صغيرة في الجبال السويسرية. معظم الأراضي هنا صخرية والسفوح شديدة الانحدار - غالبًا ما تكون هذه الأراضي غير قابلة للزراعة، ولكن تتوفر بها الظروف المواتية لتربية الخنازير

الزراعة الموسعة (بالإنجليزية: Extensive farming) أو الزراعة الواسعة (في مقابل الزراعة الكثيفة) هي نظام إنتاج زراعي يستلزم مدخلات صغيرة مثل الأيدي العاملة والأسمدة و رأس المال (اقتصاد) بالنسبة للحقول المطلوب زراعتها.
يشير الانتشار الواسع لمزارع الحيوانات إلى تربية الأغنام والمواشي في المناطق ذات الإنتاجية الزراعية المنخفضة، ولكن يمكن أن يشير أيضًا إلى النمو المتزايد للقمح والشعيروغيرهما من الحبوب على نطاق واسع في مناطق مثل حوض موراي دارلينج. أما هنا، بسب تقادم عمر أنواع التربة والفقر المدقع الذي تعاني منه، فإن معدل المحصول لكل هكتار منخفض إلى حد كبير، ولكن التضاريس المسطحة وضخامة حجم المزارع يعني ارتفاع المحاصيل لكل وحدة عمل. ويعد الرعي البدوي مثالاً قويًا على مزارع الحيوانات، التي ينتقل فيها الراعي بحيواناته سعيًا لإطعامهم من الحشائش التي تنبت من هطول الأمطار.

## معلومات جغرافية
توجد الزراعة الموسعة في المناطق التي تقطعها خطوط العرض الوسطى في معظم القارات، والأقاليم الصحراوية التي لا تتوفر فيها المياه اللازمة لزراعة المحاصيل. وتحتاج الزراعة الموسعة بطبيعتها أمطارًا أقل من الزراعة الكثيفة. وعادة ما تكون المزرعة كبيرة مقارنة بعدد العاملين بها والمال الذي يُنفق عليها. ففي معظم أجزاء أستراليا الغربية، تكون المراعي فقيرة جدًا حيث يمكن تربية خروف واحد فقط في كل ميل مربع 
مثلما أدت الحاجة إلى الفصل بين نشاط زراعة المحاصيل والنشاط الرعوي، فيمكن بالمثل تقسيم هذه المساحات أيضًا اعتمادًا على مناطق سقوط الأمطار ونوع النباتات والنشاط الزراعي في المنطقة وأشياء أخرى كثيرة تتعلق بهذه البيانات.

## المزايا
تتميز الزراعة الواسعه بعدة مميزات اهمها:

## العيوب
فيما يلي المشكلات التي من الممكن أن تتسبب بها الزراعة الموسعة:
1. تقل المحاصيل بدرجة كبيرة مع الزراعة الكثيفة على المدى القريب.
2. تحد متطلبات الأراضي الكبيرة من مواطن الأنواع البرية (في بعض الحالات، حتى معدلات التعمير المنخفضة جدًا من الممكن أن تكون خطيرة) كما هو الحال مع الزراعة الكثيفة